# Hans Przyrembel
Hans Przyrembel, eigentlich Franz Johannes Przyrembel, (* 3. Oktober 1900 in Halle; † 1945) war ein deutscher Designer, Gold- und Silberschmied.

## Leben  und Werk
Hans Przyrembel ist das älteste von drei Kindern der Eheleute Carl und Therese Przyrembel (geborene Günther). Przyrembel absolvierte ab 1915 eine Lehre zum Schlosser in Leipzig und wurde gegen Ende des Ersten Weltkrieges als Soldat eingezogen. In der unmittelbaren Nachkriegszeit lebte er zunächst von Gelegenheitsarbeiten als Schlosser.
Von 1924 bis 1928 studierte er am Bauhaus, zunächst in Weimar, später in Dessau. Seine Ausbildung dort begann bei László Moholy-Nagy im Vorkurs und setzte sich in der Metallwerkstatt fort. Diese leiteten Moholy-Nagy als Formmeister und Christian Dell als technischer Meister. Zu Przyrembels Kommilitoninnen und Kommilitonen gehörten Marianne Brandt, Josef Knau, Otto Rittweger, Helmut Schulze, Wolfgang Tümpel und Wilhelm Wagenfeld. Sein Gesellenstück als Silberschmied, eine Kanne, fertigte Przyrembel 1928 an.
In den letzten beiden Jahren am Bauhaus Dessau arbeitete er bei der Gestaltung von modernen Leuchten eng mit Marianne Brandt zusammen. Nachdem er das Bauhaus verlassen hatte, übernahm er Wolfgang Tümpels Werkstatt in Halle und arbeitete zeitweise mit diesem zusammen, ehe er 1929 seine eigene Werkstatt in Leipzig aufbaute. In Leipzig schuf er Metallgeräte und Beleuchtungskörper, für die er die Marke ha-p-er-Leuchten schuf. Auch die Abdeckung für eine Gastherme der Junkers-Werke in Dessau gehört zum Werk Przyrembels. 1932 legte er die Meisterprüfung als Gold- und Silberschmied ab.
Im Zweiten Weltkrieg leistete Przyrembel sechs Jahre lang Militärdienst. Er starb möglicherweise in Gefangenschaft.
Hans Przyrembel war mit Ilse Neidhardt verheiratet. Sie führte bis 1951 mit drei Gesellen seine Werkstatt weiter. Aus der Ehe ging ein Sohn hervor, Hans-Peter Przyrembel, der Anfang der 1970er Jahre in Spanien mit dem Motorrad tödlich verunglückte. Hans-Peter Przyrembel hinterließ eine Tochter (Katrin) und einen Sohn (Peter), die 1982 in Frankfurt am Main lebten.
Manche Entwürfe Przyrembels werden immer noch hergestellt; z. B. ist eine 1924 oder 1926 entworfene Teedose nach seinem Entwurf wieder aufgelegt worden, ebenso eine Pendelleuchte, die Przyrembel 1928 entwarf.